# Wapen van Ruinen

Wapen van Ruinen

Het wapen van Ruinen bestaat uit een ontwerp van G.A. Bontekoe van de voormalige gemeente Ruinen. De beschrijving luidt: 
"Doorsneden van keel en goud; een hartschild : in sabel drie goudgeknopte rozen van zilver, geplaatst II en I, en een gouden schildhoofd. Het schild gedekt door een gouden kroon van drie bladeren en twee parels."

## Geschiedenis
Ruinen vormde samen met Ruinerwold de heerlijkheid Ruinen en Ruinerwold. Daarvan was geen wapen bekend. Het geslachtswapen van de familie Van Ruinen als eerste eigenaar van de heerlijkheid werd als hartschild op het wapen geplaatst. Op de eerste helft van het gedeelde wapen van Ruinerwold werd gelijkertijd ook het wapen van Van Ruinen geplaatst. Door een huwelijk in het begin van de 15e eeuw tussen Johanna van Ruinen en Berend van Munster, werd de heerlijkheid een bezit van het geslacht Van Munster tot 1634. Het wapen van de Munsters was doorsneden van rood en goud. De combinatie van de wapens vormt het wapen van Ruinen. Op 8 april 1940 werd het wapen bij Koninklijk Besluit aan de gemeente verleend. 
In 1998 werd de gemeente opgeheven en deels bij de gemeenten De Wolden, Hoogeveen en Westerveld gevoegd. Er werden geen elementen van Ruinen overgenomen in de wapens van deze gemeenten.

## Verwant wapen
Onderstaand wapen is historisch verwant aan het wapen van Ruinen:

Het wapen van Ruinerwold